# نجري
سليمان نجْري Salomon Negri (نحو 1665 - 1729 م) هو مسيحي سوري قام بتدريس اللغة العربية في أوروبا. من آثاره: نشر (بالعربية) «المزامير» و «العهد الجديد». توفي في لندن 1728 أو 1729 م.